# Sankt Oswald (gemeindefreies Gebiet)
Sankt Oswald ist ein 12,15 km² großer Staatsforst in Bayern und gleichzeitig ein gemeindefreies Gebiet im Norden des niederbayerischen Landkreises Freyung-Grafenau.

## Geografie und Infrastruktur
Das Forstgebiet liegt an der Grenze zu Tschechien, seine Fläche zum Gebietsstand 1. Oktober 1966 betrug 1223,40 Hektar. Sankt Oswald erstreckt sich auf rund 6,5 km in Nord-Süd-Richtung und west-östlich auf rund 2,5 km im breiteren Bereich. Auf bayerischer Seite grenzt der Forst östlich an das gemeindefreie Gebiet Waldhäuserwald und westlich an die Gemeinde Sankt Oswald-Riedlhütte.
Die Höhenunterschiede innerhalb des Gebiets betragen je nach Lage um die 100 bis 200 Höhenmeter. Die höchsten Punkte befinden sich nordöstlich gegen die tschechische Grenze.
Im südlichen Bereich durchqueren ein Fahrweg sowie die Kreisstraße 4 (Nationalparkstraße) das Waldgebiet. Bei der Ortslage Graupsäge (zwei winzige Exklaven der Gemeinden Sankt Oswald-Riedlhütte und Neuschönau) zweigt letztere vom Hauptweg Richtung Norden ab und erschließt zusammen mit mehreren Forststraßen weiter das Areal.

## Natur
Das Forstgebiet Sankt Oswald ist Bestandteil des Nationalparks Bayerischer Wald, des Landschaftsschutzgebietes LSG Bayerischer Wald, des Fauna-Flora-Habitats Nationalpark Bayerischer Wald und des EU-Vogelschutzgebietes Nationalpark Bayerischer Wald.